# 테네로-콘트라
테네로-콘트라(Tenero-Contra)는 스위스 티치노주의 로카르노구에 있는 자치체이다.

## 지리

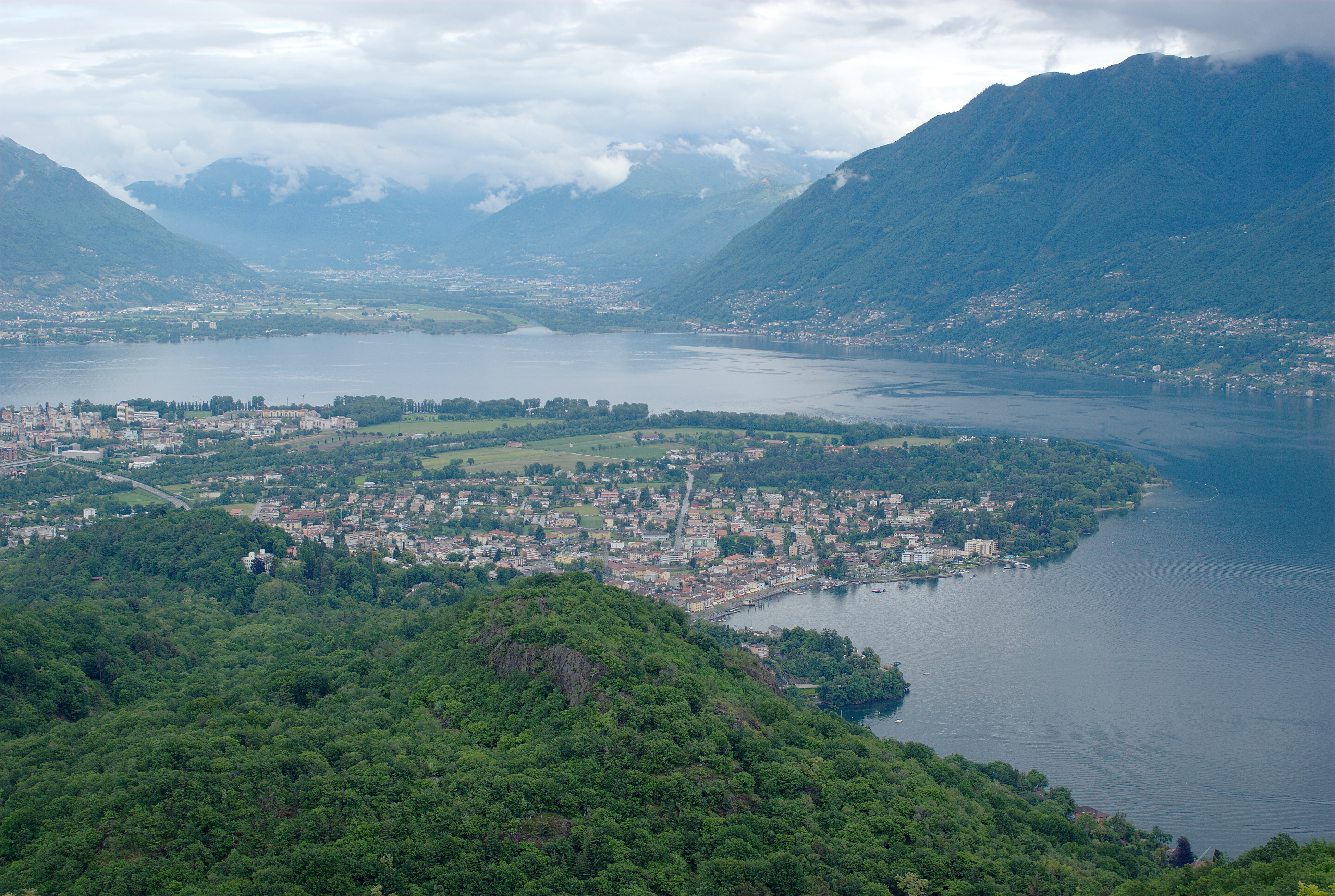
마조레호의 풍경

테네로-콘트라의 면적은 1997년 현재 3.69k㎡이다. 이 지역 중 1.01k㎡ (27.4%)가 농업 목적으로 사용되는 반면 1.68k㎡ (45.5%)는 삼림이 된다. 나머지 토지 중 1.33k㎡ (36.0%)가 정착(건물 또는 도로), 0.07k㎡ (1.9%)가 강 또는 호수이며 0.07k㎡ (1.9%)는 비생산적인 토지이다.
건축면적 중 공업용 건물이 전체 면적의 1.9%, 주택과 건물이 13.3%, 교통 기반 시설이 7.3%를 차지했다. 전력 및 수자원 기반 시설 및 기타 특별 개발 지역은 면적의 1.1%를 구성하고 공원, 녹지대와 스포츠 필드는 12.5%를 구성한다. 산림지 중 전체 토지의 43.6%는 산림이 우거져 있고 1.9%는 과수원이나 작은 나무 군락으로 덮여 있다. 농경지 중 10.6%는 작물 재배에 사용되며 3.5%는 과수원이나 덩굴 작물에, 13.3%는 고산 목초지에 사용된다. 시정촌의 물 중 1.6%는 호수에, 0.3%는 강과 시내에 있다. 비생산적인 지역 중 1.4%는 초목이 자라기에는 너무 바위가 많은 곳이다.

## 인구통계
2020년 12월 기준, 테네로-콘트라의 인구는 3,201명이다. 2008년 기준으로 인구의 26.2%가 거주하는 외국인이다. 지난 10년(1997-2007) 동안 인구는 9.2%의 비율로 변화했다.
2000년 기준, 대부분의 인구는 이탈리아어(79.5%)를 사용하며, 독일어는 두 번째로 많이 사용(12.1%)하고, 세르보-크로아티아어(1.7%)는 세 번째로 사용한다. 스위스의 공용어(2000년 기준) 중 독일어 277명, 프랑스어 32명, 이탈리아어 1,824명, 로만슈어 3명을 사용한다. 나머지(159명)는 다른 언어를 사용한다.
2008년 기준으로 인구의 성별 분포는 남성 48.3%, 여성 51.7%이다. 인구는 906명의 스위스 남성(인구의 34.6%)과 357명(13.6%)의 비스위스계 남성으로 구성되었다. 스위스 여성은 1,035명(39.5%), 비스위스계 여성은 319명(12.2%)이었다.
2008년에는 스위스 시민이 16명, 비스위스계 시민이 6명이었고, 같은 기간에 스위스 시민이 23명, 비스위스계 시민이 3명이었다. 이민과 이주를 무시하면 스위스 시민의 인구는 7명 감소한 반면 외국인 인구는 3명 증가했다. 스위스로 재이민 온 스위스 남자 4명과 스위스 여자 2명이 있었다. 동시에 다른 나라에서 스위스로 이주한 비스위스 남성 8명과 비스위스 여성 11명이 있었다. 2008년 전체 스위스 인구 변화(시 경계를 넘는 이동을 포함한 모든 출처에서)는 61명이 증가했고, 비스위스계 인구 변화는 5명이 증가했다. 이는 2.7%의 인구 증가율을 나타낸다.
테네로-콘트라의 2009년 연령 분포는 다음과 같다. 267명 또는 인구의 10.2%가 0세에서 9세 사이이고 266명 또는 10.2%가 10세에서 19세 사이이다. 성인 인구 중 274명 또는 인구의 10.5%가 20세에서 29세 사이이다. 328명(12.5%)은 30~39세, 455명(17.4%)은 40~49세, 315명(12.0%)은 50~59세이다. 고령자 분포는 342명(인구의 13.1%)이 60세 이상이다. 그리고 69세는 210명(70~79세는 8.0%), 80세 이상은 160명(6.1%)이다.
2000년 기준으로 시정촌의 개인가구는 992세대로 가구당 평균 2.3명이다. 2000년에는 총 523개 주거동 중 335호(전체의 64.1%)가 단독주택이었다. 2세대(14.3%)가 75채, 다가구(14.1%)가 74채였다. 또한 시정촌에는 다목적 건물(주거 및 상업용 또는 기타 목적으로 사용)인 39개의 건물이 있었다.
2008년 시정촌 공실률은 1.07%였다. 2000년에는 1,275개의 아파트가 시정촌에 있었다. 가장 흔한 아파트 규모는 방 4개짜리 아파트가 396개였다. 1인실 아파트가 53개, 5개 이상 아파트가 172개였다. 이 중 상시 입주가 가능한 아파트는 총 990세대(전체의 77.6%)였으며, 성수기 아파트는 220세대(17.3%), 공실은 65세대(5.1%)였다. 2007년 기준 신규주택 건설률은 인구 1,000명당 9.7세대이다.
역사적 인구는 다음 표에 나와 있다.
| 년도 | 인구  |
| ---- | ----- |
| 1850 | 198   |
| 1900 | 557   |
| 1950 | 966   |
| 1970 | 1,690 |
| 1990 | 1,867 |
| 2000 | 2,295 |

호주 태생의 노벨상 수상자인 존 에클스 경 (1903-1997)은 테네로-콘트라에서 살다가 사망했다.

## 정치
2007년 연방 선거에서 가장 인기 있는 정당은 23.41%의 득표율을 기록한 FDP였다. 다음으로 가장 인기 있는 세 정당은 SP (20.47%), CVP (19.7%) 및 티치노 리그(15.96%)였다. 연방 선거는 총 651표를 던졌고 투표율은 44.4%였다.
2007년 대평의회 선거에서 테네로-콘트라에는 총 1,390명의 등록 유권자가 있었고, 그중 844명(60.7%)이 투표했다. 12개의 백지투표와 1개의 무효투표가 실시되어 선거에서 831개의 유효한 투표용지를 남겼다. 가장 인기 있는 정당은 183표(22.0%)를 얻은 PS였다. 다음으로 가장 인기 있는 세 파티는 다음과 같다. SSI(156 또는 18.8%), PLRT (144 또는 17.3%) 및 LEGA (126 또는 15.2%).
2007년 국무위원 선거에서 6개의 빈 투표용지와 6개의 무효 투표용지가 투표되어 832개의 유효한 투표용지를 남겼다. 가장 인기 있는 정당은 198개 또는 23.8%의 득표율을 얻은 PS였다. 다음으로 가장 인기 있는 세 파티는 다음과 같다. LEGA(176 또는 21.2%), SSI(137 또는 16.5%) 및 PLRT(136 또는 16.3%).

## 경제

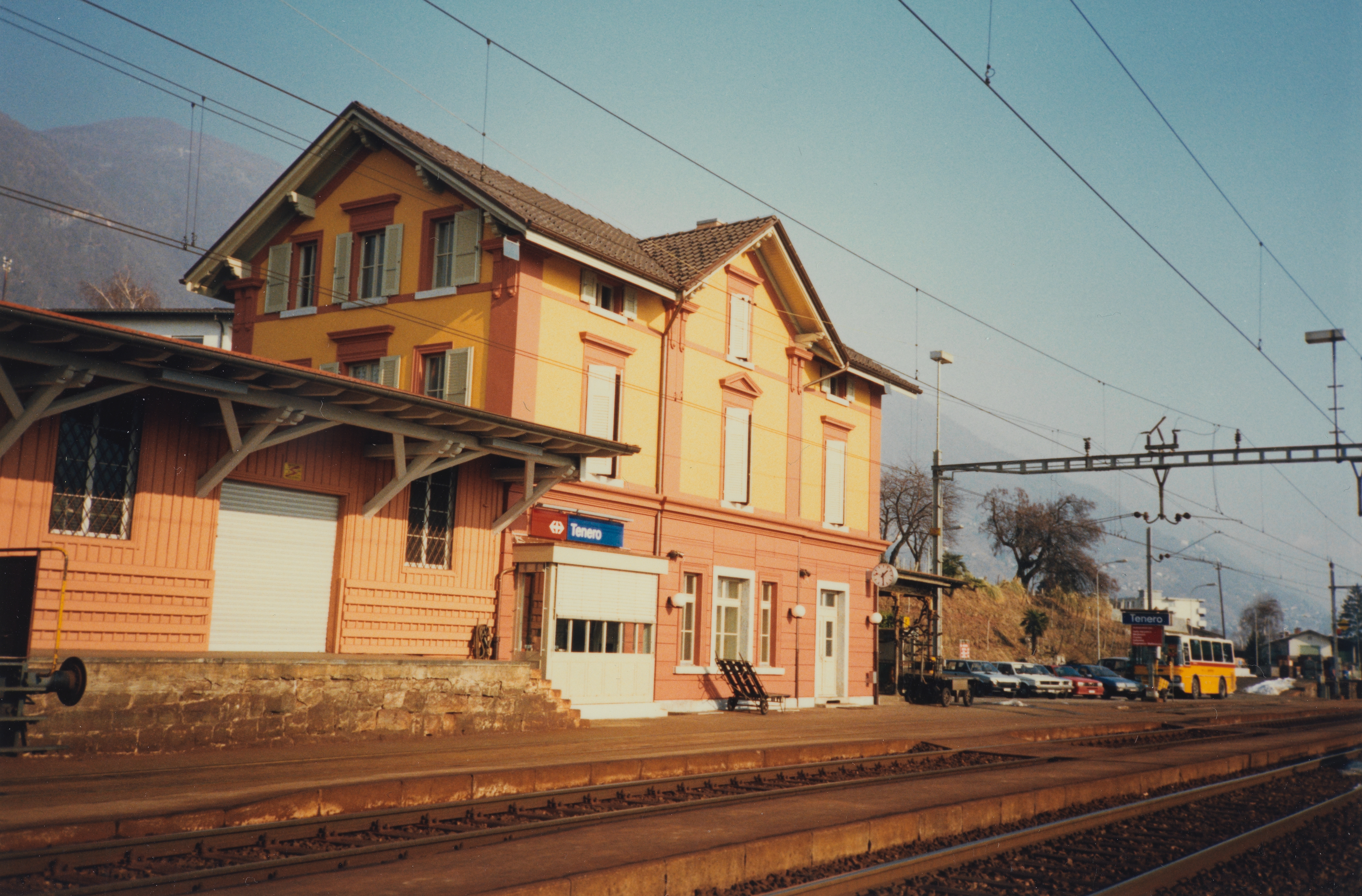
테네로역

2007년 현재 테네로-콘트라의 실업률은 4.42%이다. 2005년 현재 1차 경제 부문에 29명이 고용되어 있고, 이 부문에 약 13개 기업이 참여하고 있다. 344명이 2차 부문에 고용되었고, 이 부문에 26개의 기업이 있었다. 654명이 3차 부문에 고용되었으며, 이 부문에는 94개의 기업이 있다. 시정촌 주민은 1,066명으로 일정 정도 고용되었으며, 그중 여성이 전체 노동력의 40.4%를 차지하였다.
2000년 기준 자치단체로 통근하는 근로자는 854명, 출퇴근자는 692명이었다. 지자체는 근로자의 순수입 지자체이며, 떠날 때마다 약 1.2명의 근로자가 지자체에 들어간다. 테네로-콘트라에 들어오는 인력의 약 22.1%가 스위스 외부에서 온다. 근로 인구의 10.4%가 대중교통을 이용하여 출퇴근하고 56.8%가 자가용을 이용하였다. 2009년 현재 테네로-콘트라에는 총 60개의 객실과 121개의 침대가 있는 5개의 호텔이 있다.

## 종교
2000년 인구조사에 따르면 1,764명(76.9%)이 로마 가톨릭 신자이고, 222명(9.7%)이 스위스 개혁 교회에 속해 있다. 다른 교회(인구 조사에 등재되지 않음)에 속해 있는 개인은 231명(인구의 약 10.07%)이며, 질문에 응답하지 않은 개인은 78명(인구의 약 3.40%)이다.

## 교육
테네로-콘트라에서는 인구의 약 63.5%(25-64세)가 필수가 아닌 고등교육 또는 추가 고등교육(대학 또는 응용학문대학)을 완료했다.
2009년 기준, 테네로-콘트라에는 총 415명의 학생이 있었다. 티치노 교육 시스템은 최대 3년의 비필수 유치원을 제공하며 테네로-콘트라에는 61명의 어린이가 유치원에 다녔다. 초등학교 프로그램은 5년 동안 지속되며 표준학교와 특수학교가 모두 포함된다. 마을에서는 144명의 학생이 일반 초등학교에 다녔고 4명이 특수학교에 다녔다. 중학교 시스템에서 학생들은 2년 중학교에 다니고 2년 예비 견습과정을 거치거나 고등 교육을 준비하기 위해 4년 프로그램에 참석한다. 중학교 2년제 학생은 108명, 예비 견습생은 2명, 4년제 고급과정 학생은 25명이었다.
상위 중등학교에는 몇 가지 옵션이 있지만, 상위 중등 프로그램이 끝나면 학생은 직업을 찾거나 대학에 진학할 준비가 된다. 티치노에서 직업 학생은 인턴십 또는 견습과정(3년 또는 4년 소요)을 수행하는 동안 학교에 다니거나 인턴십 또는 견습기간(풀타임 학생으로 1년 또는 1년 반이 소요됨)을 거쳐 학교에 다닐 수 있다. 파트타임 학생으로 2년). 전일제 학생은 19명, 파트타임 학생은 52명이었다.
2000년 기준으로 테네로-콘트라에는 다른 시정촌에서 온 13명의 학생이 있었고, 204명의 주민들은 시외 학교에 다녔다.

## 교통
지자체에는 주비아스코-로카르노선에 테네로역이라는 기차역이 있다.